# Be Kind - Un viaggio gentile all'interno della diversità
Be Kind - Un viaggio gentile all'interno della diversità è un film documentario del 2019 diretto da Sabrina Paravicini e Nino Monteleone.

## Trama
Nino è un ragazzo dodicenne a cui è stato diagnosticato l'autismo ad alto funzionamento, detto anche sindrome di Asperger. Un giorno Nino accetta di fare un documentario insieme a sua madre, Sabrina Paravicini, un'attrice che ha smesso di lavorare per prendersi cura di Nino e ha deciso di fare un film sulla diversità. Oltre a raccontare la storia di Nino, quest'ultimo intervisterà vari personaggi.

## Produzione
Il regista Nino Monteleone incontra Roberto Saviano, l’attore Fortunato Cerlino e l'astronauta Samantha Cristoforetti in un percorso fisico ed emotivo che tratta il tema della diversità.
La realizzazione del film è stata supportata da Gucci e parte del film è visibile sul sito Gucci Equilibrium, una piattaforma dedicata a raccontare storie e progetti di sostenibilità e inclusività nel mondo.

## Distribuzione
Il film è stato proiettato in concorso in anteprima nel 2018 alla 64ª edizione del Taormina Film Fest, ottenendo una menzione speciale.
Il 28 febbraio 2019 Be Kind ha ricevuto una menzione speciale ai premi Nastri d'argento DOC 2019 per il giornalismo cinematografico italiano.